# محافظة إدلب
محافظة إدلب هي إحدى محافظات سوريا، وتقع في الشمال بين خطي طول 36.10 غرباً و37.15 شرقاً، وخطي عرض 35.10 جنوباً و36.15 شمالاً حيث تقع على البوابة الشمالية لسوريا التي تطل منها على تركيا وأوروبا، وتعتبر من المحافظات الحديثة المحدثة في أيام الجمهورية العربية المتحدة. تتوضع على مساحة تتباين حسب المصادر من 5,933 كم2 إلى 6,097 كم2. يحدها من الشمال لواء إسكندرون وتركيا بطول 129 كم، ومن الشرق محافظة حلب بطول 159 كم، ومحافظة حماة من الجنوب بطول 158 كم، وغرباً محافظة اللاذقية بطول 29 كم. وهي بذلك تحتل المرتبة الثامنة على مستوى سورية من حيث المساحة، وكذلك تحتل المرتبة الخامسة من حيث عدد السكان البالغ عددهم حوالي 1,800,000 وفقاً لإحصائيات الأحوال المدنية لعام 2010.
وتحتل موقعا متميزاً وهاماً على طريق الحرير قديماً وتعد معبراً للجيوش الغازية وطريقاً مهماً للقوافل التجارية القادمة من الأناضول وأوروبا إلى الشرق أو بالعكس عبر معبر باب الهوى الحدودي ومع ذلك تعتبر محافظة إدلب من أغنى محافظات القطر العربي السوري وتعتبر صلة الوصل ما بين المنطقتين الساحلية والوسطى والمنطقتين الشمالية والشرقية حيث تكون جسراً بين مناطق الإنتاج الزراعي في الجزيرة السورية والمناطق الشرقية ومناطق التصدير في ميناء اللاذقية.

## تاريخها
موقعها الاستراتيجي الهام اليوم هو امتداد لموقعها عبر التاريخ حيث كانت ملتقى القوافل التجارية القادمة من أنطاكية فأفاميا وحلب وآفس وسهل العمق ومنذ الألف الثالث قبل الميلاد شكلت مملكة إيبلا صلة الوصل بين عالم البحر المتوسط وعالم الشرق الأقصى وبالتالي شهدت طفولة البشرية وترعرعت الحضارات على أرضها حيث تختزن ثلث ما في سوريا من أوابد ومواقع أثرية، وفي مقدمتها مملكة إيبلا التي كان اكتشافها برقمها المسمارية حدثاً مهماً في القرن العشرين، إضافة للكثير من الحضارات المتعاقبة عليها منذ الألف الثالث قبل الميلاد مثل الابلانية والآرامية والآشورية والحيثية والرومانية والبيزنطية وحتى العصور الإسلامية المختلفة، التي تميزت بوجود عدد كبير من المدن المنسية المنتشرة في مختلف مناطق المحافظة والتي يتجاوز عددها 500 موقعاً ما بين المدينة المحفوظة بكاملها وتلك التي لا تحتوي سوى على أطلال محدودة تدل على تاريخها إضافة لعدد من القلاع التي لا تزال بحالة جيدة.
مدينة إدلب الحديثة بناها باشا عثماني في القرن السادس عشر يدعى أحمد باشا الكوبرلي[بحاجة لمصدر] بعدما هزم جيشه على اسوار فيينا عاصمة النمسا وكان معه ضابط نقيب يدعى حمود بن حاتم الدليمي وهو جد عائلة المعلم في إدلب حاليا وتعتبر عائلة الفنار أو الفنري وعائلة العياشي مع عائلة المعلم هي العوائل الثلاثة المؤسسة لإدلب الحالية وما عدا عائلة المعلم العربية الدليمية فالعياشي والفنري عائلتان تركيتان رفيعتي المستوى من الأناضول وقد عرفوا بولائهم للعثمانيين إبان الاحتلال العثماني. وقد نزحت لإدلب عائلات من القرى المحيطة لتؤسس المدينة التي اشتهرت بمعاصر الزيت والسمسم وصناعة الصابون. كما استقرت عائلة بدوية كبيرة من مربي المواشي تعود في نسبها لعشائر النعيم نازحة من البادية قرب الجولان في مدينة إدلب وتدعى اليوم باسم جدها عائلة السيد عيسى، من العوائل المعروفة فيها والتي استوطنت منذ تأسيسها عائلة دويدري أو دويدر، ويصح الوجهان، وهي من أقدم العوائل المؤسسة للمدينة.. ويوجد حارة قديمة باسم العائلة بأرض الحارة وتعد من أقدم العوائل في المدينة قادمة من الريف الشرقي.. علماً أن بعضهم يقول أن العائلة جاءت من أصل عثماني، ووثائق أخرى تقول بأنها من أصل مصري.. واستوطنت بنّش ومن ثم إدلب بعد عهد المماليك، ويوجد فيها أيضاً عائلة سفلو التي سكنت إدلب بعد خلاف أدى إلى مقتل ضابط عثماني على أيديهم فهربوا وسكنوا إدلب، ويقال أن نسبهم يعود إلى قبيلة الموالي العربية، وأعاد بعضهم النسب إلى قبيلة العفادلة التي تستوطن الرقة حالياً.

## التقسيمات الإدارية
تقسم محافظة إدلب إلى خمس مناطق إدارية هي منطقة إدلب 1504.6 كم2، منطقة أريحا 581.9 كم2، منطقة معرة النعمان 2021.97 كم2، منطقة جسر الشغور 1077.7 كم2، ومنطقة حارم 811.55 كم2.

## المدن والقرى
مدينة إدلب، هي مركز المحافظة وتبعد عن مدينة حلب 59 كم، وعن دمشق العاصمة 309 كم. يزيد ارتفاعها عن 400م فوق سطح البحر، وشهدت تطوراً في الخدمات السياحية مؤخراً فانتشرت فيها عدد من المطاعم والمقاصف وأقيم فيها فندق من الدرجة الممتازة ومركز للاستعلام السياحي. تشتهر بمساجدها المملوكية والعثمانية واسبطتها الجميلة وحماماتها الشعبية ودورها العربية القديمة، وهي تعود للقرن السادس عشر الميلادي كالجامع الكبير ودار الفتح الأهلية ودار العياشي. من أشهر معالمها المتحف الوطني الذي يضم حصاد بعثات التنقيب في مواقعها الأثرية وحسب تسلسلها الزمني بدءاً من الألف الثالثة قبل الميلاد وحتى العصور الإسلامية وخصص جناح للتقاليد الشعبية وقسم لحفظ جميع الألواح الفخارية والرقم المكتشفة في المكتبة الملكية في إيبلا.
بلدة تلمنس تقع شرق معرة النعمان (5)كم عدد سكانها 18500 نسمة فيها آثار رومانية وقلعة وأقبية وكنائس وأهمها جدار معراتة ترتفع 430 م عن سطح البحر ومعظم سكانها يعملون بالزراعة والتجارة تشتهر بإنتاج الكمون وتجارته كما وتشتهر بالزيتون والتين، وقضاؤها يعتبر الأكبر في إدلب
مدينة بنش تقع بين مدينة إدلب وحلب وتبعد عن مدينة إدلب 7كم.
مملكة إيبلا تلك الحاضرة التي يحتضنها تل مرديخ الذي يقع جنوب شرقي مدينة إدلب وعلى بعد /26/ كم منها وهو أكبر تل أثري في سورية مساحته /56/ هكتار وقد اعتبر أهم المكتشفات الأثرية في القرن العشرين في سوريا حيث اكتشف فيه /16000/ رقيم بدءاً من الألف الرابع قبل الميلاد حتى بلغت أوج ازدهارها كأهم حاضرة سياسية وحضارية بين عامي /200 ـ 2000/ ق.م فكانت سيدة التجارة بين الشرق والغرب كشفت الدراسات والتنقيبات في الموقع عن بقايا قصر ملكي وسوق ومكتبة عامرة بالرقم الطينية.
سراقب تقع إلى الشرق من مدينة إدلب وتعد من أهم عقد المواصلات في شمال سوريا تشتهر بأبنيتها الفخمة.
تل آفس يقع شرقي مدينة إدلب على بعد /12/ كم منها، يعود للألف الرابع قبل الميلاد.
عرشين تبعد عن مدينة إدلب /14/ كم تعود للفترة الرومانية والبيزنطية فيها بقايا فيلا بطابقين وبقايا كنيسة ذات طراز بازليكي.
أريحا وهي المنطقة الإدارية الثانية تقع جنوب مدينة إدلب وعلى بعد /12/ كم منها على طريق حلب اللاذقية مدينة أثرية عريقة تعود لأكثر من خمسة آلاف عاما قبل الميلاد وتضم العديد من المباني الأثرية والتاريخية منها الآثار الرومانية والبيزنطية وعدد من الجوامع أهمها الجامع الكبير والمدافن المحفورة في الصخر وخان القيصرية وثلاث حمامات قديمة يشرف عليها جبل الأربعين عروس مصايف الشمال يرتفع /890/ م عن سطح البحر ويضم العديد من المطاعم والشقق السياحية التي يرتادها المصطافون وأهم المواقع الأثرية التابعة لها.
البارة تقع جنوب غرب إدلب على بعد /34/ كم منها وهي قرية في جبل الزاوية تزخر بآثار تعود لعصور مختلفة كالبيوت الحجرية مثل دير سوباط ومعاصر الزيتون والخمور وثلاث كنائس بازليكية الشكل ومساجد وأضرحة ضخمة يعلوها هرم رباعي حجري وليس بعيدا عنها يقوم حصن عربي يطلق عليه اسم قلعة أبي سفيان.
دللوزة تقع جنوب إدلب وتبعد عنها /33/ كم. وهي موقع أثري يعود للفترة الرومانية وفيها كنيسة تعود للقرن الخامس الميلادي.
المغارة تقع هذه القرية في جبل الزاوية تبعد عن مدينة إدلب /27/ كم تضم العديد من المدافن الأثرية القديمة أهمها المدفن الروماني الوثني الذي يعود لعام /246/ ميلادية ومدفن آخر يعود للعام الأول الميلادي وهما فريدان في شمال سورية.
سرجيلا تقع جنوب غرب مدينة إدلب تبعد عنها /36/ كم وعن البارة /3/ كم تعود للقرنين السادس والسابع الميلاديين وتعتبر من أهم المدن الميتة في جبل الزاوية فيها قبور وكنيسة وحمام وتشتهر بفيلاتها السكنية ومعاصر الزيت.
تفتناز
تقع بلدة تفتناز في الشمال الشرقي من مدينة إدلب وتبعد عنها حوالي (17) كم وتقع على الطريق الواصل بين حلب وإدلب وتقع في الجهة الجنوبية الغربية لحلب وتبعد عنها حوالي 43 كم".
وتقع البلدة على خط طول (36,47) شرق غرينتش وعلى درجة العرض (35,59) شمال خط الاستواء.
تبلغ مساحة بلدة تفتناز 2597 هكتار منها 2447 هكتار أراضي زراعية.
لمحة تاريخية:
يعود تاريخ بلدة تفتناز إلى منتصف الألف الثالث قبل الميلاد حيث أن تفتناز كانت تسمى دريب
وهي منطقة الآلهة لإيبلا كما أنها كانت في ذلك الوقت محطة جنائزية وبعد أن دمرت إيبلا انقطع السكن فيها.
وعلى الأرجح ان الحياة عادت لها منذ حوالي 600 سنة في منطقة تدعى أرض تيزر قرب وادي سان (جنوب شرق موقع البلدة الحالي) وعندما شعر سكان المنطقة بالخطر نتيجة الفيضان المتكرر لهذا الوادي بسبب الأمطار الغزيرة انتقلوا إلى موقع البلدة الحالي واستقروا فيه وأصبحت البلدة معمورة، كما أنه في عام 1959 م عثر فيها وتحديداً في وسط موقع البلدة الحالي على نصب يمثل الإله هدد إله العاصفة والرياح عند الآراميين كما عثر على نصب يمثل آلهة الخصب والجمال عشتار عند الآراميين وهذه الآثار موجودة في متحف حلب الوطني إلى يومنا هذا وفقا لما أدلى به نسيب صليبا مدير التنقيب والدراسات في المديرية العامة للآثار والمتاحف بدمشق.
تسميتها : هناك عدة آراء في تسمية البلدة ففي حين يذهب خير الدين الأسدي إلى أن اسمها مكون من شقين (تفتا) وتعني النسيج المتقدم و(ناز) وتعني اسم بلد وبذلك يصبح معنى اسمها بلد الحرير، يرى آخرون أن كلمة تفتناز منقسمة إلى قسمين : الأولى (تفت) وتعني الشرق و(ناز) السوق وعلى هذا يتم تركيبها بالسوق الشرقي مقارنة مع أرمناز السوق الغربي على اعتبار أن معنى (أر) الغرب. وبلدة تفتناز بلدة قديمة تحكي قصة قرون مضت على أرضها فهي تقع على طريق الحرير الذي يأتي من الجنوب الشرقي ماراً في وسطها حتى يصل إلى شواطئ البحر المتوسط وإلى ميناء إنطاكية.
رويحة تبعد عن مدينة إدلب /28/ تعود للفترة الرومانية البيزنطية أهم أوابدها السوق وعمود بنت الوزير وكنيستان ذات طراز بازليكي إحداهما تدعى بيزوس وهي أكبر كنيسة في جبل الزاوية.
فركيا تبعد عن مدينة إدلب /29/ كم ابتدأت فيها الحياة من القرن الأول الميلادي وامتدت إلى القرن السابع الميلادي أهم آثارها المباني الجنائزية والكنيسة تتبعها خربتان أثريتان هما كوكب وحندوتين وهناك مواقع أخرى مثل دير سنبل وبعود.
معرة النعمان وهي المنطقة الإدارية الثالثة في المحافظة تبعد عن مدينة إدلب /45/ كم جنوبا تقوم فوق ثلاث تلال أثرية من أشهر معالمها الجامع الكبير والمدرسة النورية وحمام التكية وخان أسعد باشا الذي أصبح متحفا كما تفخر المعرة بوجود ضريح الشاعر والفيلسوف أبي العلاء المعري ضمن مركزها الثقافي. وعلى بضع مئات الأمتار شرقاً يوجد ضريح خامس الخلفاء الراشدين الأمير عمر بن عبد العزيز.
متحف المعرة وهو آبدة أثرية بحد ذاته يضم مجموعة من التماثيل والجرار وأبرز ما يحتويه لوحة الفسيفساء الرائعة التي تعود للفترة الرومانية البيزنطية.
جرادة تقع على بعد /10/ كم شمال معرة النعمان وشرق الرويحة بـ /2/ كم أهم أوابدها برج البلدة الذي يتكون من خمسة طوابق بارتفاع /15/ كم وكنيسة بازليكية متهدمة تعود للقرن الخامس الميلادي.
شنشراح مدينة أثرية على بعد 2 كم عن مدين كفرنبل تعود للفترة الرومانية البيزنطية فيها /6/ كنائس ومدافن مسيحية ومعصرة زيت تعود للقرن الرابع الميلادي وتقع على مقربة منها آثار ربيعة.
مدينة جسر الشغور هي المنطقة الإدارية الرابعة في المحافظة تبعد عن مدينة إدلب /48/ كم تقع على ضفتي العاصي فيها بعض المباني التي تعود للعهد العثماني /كحي القلعة ـ والحمام ـ والجامع الكبير/ تتميز بالجسرين الذين يعودا إلى الحقبة الرومانية ومن أشهر الأماكن الأثرية والسياحية التي تتبع لها قلعة بكاس تبعد عن جسر الشغور /10/ كم وهي قلعة عربية إسلامية محاطة بخنادق طبيعية لمنع وصول القوات المحاربة شهدت عدة حروب أيام الصليبيين.
الحمامة تبعد عن مدينة جسر الشغور /18/ كم شمالا تتميز بجمال طبيعتها وغناها بينابيع المياه كانت تسمى سابقا (كفر دبين) وفيها شقيف دبين (قلعة) وفيها مصايف جميلة مثل حمامات الشيخ عيسى وعيون عارة
دركوش تبعد عن مدينة جسر الشغور /28/ كم شمالا يتدفق العاصي بين مساكنها المتوزعة على ضفتيه فيها آثار الجسر الروماني على نهر العاصي والحمام التي جددت في عهد الملك الظاهر وخان الحريري ومغارة الحكم عدا الجامع القديم وطواحين الماء وبعض ينابيع المياه العذبة.
حفسرجة تبعد عن مدينة إدلب /15/ كم شمال غرب وتتربع على قمة جبلية ذات إطلالة رائعة على سهل الروج الجميل وتشتهر قرية حفسرجة بإنتاجها الزراعي الكبير والوافر من الزيتون والقطن والقمح والعديد من المحاصيل كما تتميز قرية حفسرجة بتاريخها الضارب في القدم حيث تضم جنباتها العديد من الآثار الرومانية والإسلامية.
حمامات الشيخ عيسىتتبع لبلدة الحمامة تبعد عن جسر الشغور /20/ كم شمالا سمي حماما نسبة إلى نبع المياه الكبريتية الساخنة فيه المفيدة لمعالجة العديد من الأمراض الجلدية والعظمية والعصبية ويعتبر منتجعا صحيا وسياحيا هاما.
القنية مصيف يبعد عن جسر الشغور /17/ كم شمالا وترتفع /400/ م عن سطح البحر اكتشف فيها كنيسة ومغاور منحوتة.
اليعقوبية تبعد عن الفنية /1/ كم وترتفع عن سطح البحر /450/ كم فيها كنيسة سيريانية.
الغسانية تبعد عن جسر الشغور /10/ كم غربا ترتفع /800/ كم عن سطح البحر اكتشف فيها كنيسة بيزنطية قديمة ولوحة فسيفساء في أحد منازلها.
مدينة حارم وهي المنطقة الإدارية الخامسة لمحافظة إدلب تبعد عنها /50/ كم شمالا تقع على السفح الشمالي لجبل الأعلى مشرفة على لواء اسكندرون تشتهر ببساتينها وعيون الماء المتدفقة حتى سميت دمشق الصغرى تتوسطها قلعة أثرية ارتفاعها /47/ م تعود إلى العصر البيزنطي احتلها الصليبيون وحررها وأعاد بناؤها الملك غازي بن صلاح الدين الأيوبي تمتاز هذه المنطقة بأوابد أثرية كثيرة أشهرها….
قرق بيزة تبعد عن مدينة إدلب /50/ كم فيها كنيسة ومعاصر تعود إلى أواسط القرن الرابع الميلادي.
قلب لوزة تبعد عن مدينة إدلب /50/ كم شمالا وهي كنيسة رائعة تعتبر لؤلؤة جبل الأعلى تمثل كنيسة الثالوث القدس تعود لأواخر القرن الخامس الميلادي تتألف من ثلاثة أروقة تمثل قصة العمارة السورية للعهد البيزنطي.
باقرحا يعد معبد زوس بوموس أهم أوابدها الذي شيد عام /161/ ميلادية ويحيط به سور متهدم باستثناء بابه الضخم بالإضافة إلى كنيستين بازليكيتين.
باعودا تقع شمالي غربي جبل باريشا على الطريق الرومانية (إنطاكية ـ حلب) يغلب على مبانيها الطابع التجاري.
سرمدا تبعد عن مدينة إدلب /33/ كم شمالا تعود للعصرين الروماني والييزنطي فيها قلعة ومدافن وخرائب دير دانيال ومعبد منقور بالصخر وعمود سرمدا واحد من أربعة أعمدة ارتفاع كل منها 16 م بنيت عام 131 م.
باب الهوى يبعد عن إدلب /43/ كم وهو المعبر الرئيسي للقادمين من أوروبا يتألف من قوس حجري يعود للقرن السادس الميلادي وهو نهاية الطريق الروماني الحجري المتبقي منه 1300 م وكنيسة تعود للقرن /4/ م.
دير قيتا مدينة مهجورة ازدهرت في القرن الخامس الميلادي ومن أوابدها 3 كنائس ومعاصر زيت وفيلات.
دير سيتا تبعد عن مدينة إدلب /15/ كم في جبل باريشا تعود آثارها إلى ما بين القرنين الأول والسادس الميلاديين أهم آثارها موقع كبير فيه ساحة ومعصرة زيتون ومدفن خاص لمالك الموقع وكنائس في شماله وشرقه ويحتضن جبل باريشا في موقع خربة داحس ضريح محمد ابن الحنفية بن علي بن أبي طالب شرق قرية باريشا.
سرجيلة مدينة تقع شمال شرق حارم في جبل حلقة أهم أوابدها كنيسة وبازليك وهيكل وثني وبرج مؤلف من أربعة طوابق تعود آثارها إلى فترة ما بين القرنين الأول والسادس.
أرمناز تبعد عن مدينة إدلب /33/ كم وهي المهد الأول لصناعة الزجاج فكان الفينيقيون أول من اخترعها عام 2500 قبل الميلاد ونقلها إلى مصر وتونس عبر البحر المتوسط يمكنكم زيارة موقع أرمناز الإلكتروني للاطلاع على هذه المدينة الجميلة
ولمحافظة إدلب خصوصيتها في المجال السياحي مستمدة من نظافة بيئتها وهوائها العليل وتعدد مصايفها التي استقطبت زوارها من جميع محافظات سورية وفي مقدمتها جبل الأربعين في اريحا الذي يطل منه المصطاف على بساتين الزيتون والكرز من علو يقارب الألف متر ومصايف جسر الشغور والغسانية والقنية واليعقوبية والحمامة وحمامات الشيخ عيسى للمياه المعدنية ودركوش ومصايف سلقين وحارم وسراقب ومعرة النعمان.
وعلى مسافة قصيرة من المعرة في دير شرقي يتوضع ضريح الخليفة العادل عمر بن عبد العزيز وفيها استراحة ابي عبيدة بن الجراح في حارم وكذلك تتميز بعراقة الصناعات التقليدية كصناعة الزجاد والفخار والحصر ولباسها التقليدي الفلكوري التراثي في سراقب وبنش وحارم وسلقين.
قرية الحاج جمعة قرية صغيرة تطل على سهل الروج في الريف الشمالي الغربي لمحافظة أدلب تتبع اداريا لناحية أرمناز في منطقة حارم وتبعد عن مدينة إدلب /22/ كم يسكنها أقل من ألف نسمة وتشتهر بزراعة الزيتون والقمح كما الخضراوات الصيفية وتتبع لها أراضٍ غير مأهولة على سفح جبل الدويلة المجاور لها.
حزرة قرية صغيرة تقع على الطريق من الدانا إلى ترمانين تمتاز ككل محافظة إدلب. بالمزارع الخضراء والحقول الذهبية الصفراء واشجار الزيتون المثمرة.

## التسمية
هناك آراء عديدة في تسميتها :
1 - الرأي الأول : أن إدلب اسم مركب كما في الآرامية مؤلف من (أدد) وهو الآلهة المشتركة عند الآرامية، وهو نفسه الإله (هدد) إله العاصفة والرعد. والشق الثاني من الكلمة هي (لب) وتعني بالآرامية والسيريانية (لب الشيء أو قلب الشيء أو مركزه) والكلمة بمجملها (إدلب) تعني (مركز أدد) أو مكان عبادة الإله (أدد) والمرجح أن هناك معبد وثني خصص لهذا الإله في منطقة إدلب ومن المعتقد أن هذا المعبد الوثني هو مكان الجامع العمري أو خلفه - الذي هدم - حيث كان معبداً وثنياً. وعند انتشار الديانة المسيحية في المنطقة تحول هذا المعبد الوثني إلى دير، ومن ثم إلى مجمع ديري مسيحي، ويعتقد أنه هو (دير دلبين) الذي ذكره تشالينكو من خلال رسائل الأديرة المينوفيزية سنة (567 م) مع قادتهم في القسطنطينة، ومن ثم تحول هذا الدير مع الفتح العربي الإسلامي إلى جامع وسمي بالجامع العمري نسبة إلى عمر بن الخطاب وهذا هو شأن معظم المساجد في المحافظة التي أقيمت عند الفتح الإسلامي وهذا هو حال تقريباً أكثر أمكنة العبادة في سوريا في تحولها من معابد وثنية إلى معابد مسيحية ثم إلى مساجد في العهد الإسلامي، مثال : الجامع الأموي في دمشق، والجامع الأموي في حلب.
2 - الرأي الثاني : أن (إيد لب) من السيريانية : (إيد) تعني اليد. و(لب) تعني القلب. فتصبح بذلك (يد القلب == روح اللب == روح المكان).
3 - الرأي الثالث : لخير الدين الأسدي، أن إدلب اسمها من الآرامية أسوة بكل مكان عرف قبل الفتح الإسلامي، مركب من (أد) ويعني هواء، و(دَ) أداة بين المضاف والمضاف إليه شأن الآرامية، بعدها (لب) وتعني القلب فتصبح تسميتها (هواء القلب = ينعش القلب والجسد) وحقيقتها كذلك.
4 - الرأي الرابع : هو أن إدلب جاءت من لفظة كنعانية آرامية (إدلبو) وتعني مكان تجميع وتسويق المحاصيل الزراعية، وهذا أيضاً ماينطبق عليها ؟ إذ تحيط بإدلب وبقطر 10 كم فقط (34) قرية ومزرعة.
5 - الرأي الخامس : ذكره البستاني أن تسميتها جاءت من لفظة (دلبات) وتعني باللغة القطلية القديمة (إله الزراعة).

## الجغرافية الطبيعية
تعود معظم صخور المحافظة إلى الحقب الجيولوجي الثالث، نشأت تضاريسها الغربية النجدية الناهضة ضمن بنية سنامية عريضة، يسايرها من الشرق أشرطة سنامية أقل تقبباً واتساعاً خرّبتها البراكين والهزات الأرضية في مناطق التخلعات أشهرها زلزال عام 1796 وزلزال عام 1822. أما المنطقة الشرقية من المحافظة فتعدُّ جزءاً من عتبة حلب المائلة نحو الشرق حتى منخفضي المطخ (المتخ) والجبول.
ويميز في المحافظة الوحدات الجيولوجية التضاريسية التالية:
هضبة القصير: وهي في شمال غربي المحافظة، وتتألف من الحجر الكلسي، ويشطرها صدع كبير وتؤلف تلالاً وجبالاً منخفضة. ارتفاعها المتوسط 800م ينحدر منها عدد كبير من الأودية المنتهية إلى نهر العاصي.
جبال حارم: وهي في شمالي المحافظة، وتتألف من نجود كاملة متتالية طولانية تساير الحافة الشرقية لوادي العاصي، ويسايرها غورا سردين والروج. وأول تلك الجبال جبل باريشا ارتفاعه الوسطي 550- 600م وأعلى قمة فيه 657م. وثانيها جبل الأعلى وأعلى قمة فيه 819م، وثالثها جبل الوسطاني غرب منخفض الروج وطوله 40كم وعرضه 3-4 كم وأعلى قمة فيه تسمى جبل الحنش (847م).
جبل الزاوية: وهو نجد ناقص وحيد الميل، يشرف بحافة صدعية مستقيمة شبه قائمة على سهل الغاب وتكثر فيه الفوهات البركانية. يبدأ بجبل الأربعين في الشمال وينتهي بجبل شحشبو في الجنوب. ارتفاعه المتوسط 750م وأعلى قمة فيه قمة جبل النبي أيوب البركاني 940م وينحدر بلطف نحو الشرق وتتناوب فيه القمم والحفر الكارستية والأودية القليلة العمق.
السهول: وهي تؤلف الطرف الشرقي لنهوض حلب، بين جبل الزاوية وهضبة حماة، مساحتها 2885كم2 وتقسم إلى: سهول إدلب الشمالية التي يحتل مستنقع المطخ طرفها الشرقي وارتفاعها 300م. وهي من أكثر سهول سورية اتساعاً وخصوبة، وأكثرها سكاناً وأنشطها زراعة. وسهول إدلب الجنوبية وهي ذات تضاريس لطيفة التموج قسمها الشرقي تغطيه صخور بركانية وسطحها رتيب يتصل ببادية الشام. وسهل الروج، وهو خسف في الأرض متسع ومغلق محاط بالمرتفعات يطلق عليه في اصطلاح الجغرافيين اسم بولييه ويقع بين جبلي الزاوية والوسطاني، يتصل في الجنوب مع سهل الغاب، مساحته 825كم2 وارتفاعه 220م وسطحه منبسط في الوسط، كان يؤلف مستنقعات تعرف بأرض الغرق. وقد تمَّ تصريف مياهه بنفق صنعي يتصل بنهر العاصي.
المناخ: تتميز المحافظة بصيفها الحار (29- 37 درجة مئوية) وشتائها الدافئ (5-8 درجة مئوية) ومعدل حرارتها السنوي (16- 18 درجة مئوية). والرياح السائدة فيها غربية وجنوبية غربية سرعتها 1-3م/ثا. وتبقى الرطوبة مرتفعة شمالي المحافظة وغربيها 60- 65% معظم أيام السنة وتهبط في شرقيها إلى 35% ومعظم الأمطار شتوية، تتناقص نحو الشرق (جسر الشغور 700مم - أبو الظهور 250مم).
وفي المحافظة عدد من الأقاليم المناخية فالمناخ رطب في هضبة القصير، وشبه رطب في جسر الشغور، وشبه جاف في معظم مناطق المحافظة الأخرى من أقصى الشمال إلى أقصى الجنوب، وجاف في الشرق.
المياه: يخترق المحافظة نهر العاصي ورافده نهر الأبيض، لكن الإفادة منهما محدودة لضيق وادييهما وعمقهما. وتنتمي المياه الجوفية في المحافظة إلى حوضي العاصي وحلب. وتكثر الينابيع غربي جبل الزاوية وتغذي سهلي الغاب والروج، ومنها ينابيع عين الطاقة والحويز واللج وشاغوريت وعرّى. وفي وادي العاصي حمامات الشيخ عيسى المعدنية الحارة وعين الزرقا وشق العجوز. ومخزون سهول إدلب من المياه الجوفية كبير، ويقل عمقه كلما اتجهنا شرقاً (350- 70م).
النبات: تقل الأشجار في المحافظة تدريجياً نحو الشرق حتى تنقلب إلى أنواع حراجية متوسطية، غنية بالأشواك، وأهم أشجارها البطم والبلوط والقَطْلَب والزعرور، وقد خربها الإنسان وأزالها في جبل الوسطاني. ولا يوجد خارج هضبة القصير غطاء حراجي خلا بعض مساحات مبعثرة محدودة في جبل الزاوية تنمو الأعشاب المتنوعة في جوارها وتتزايد أهميتها شرقاً، وفي مقدمتها الشيح في الغرب والحرمل والشنان في الشرق، إضافة إلى الشوكران والبابونج والمسيكة من النباتات الطبية، والخبيزة والحميضة والعكوب (السلبين) وهي تصلح غذاء للإنسان.
الحيوان: يعيش الضبع وابن آوى في جبال المحافظة، والثعلب والأرانب في مزارع البطيخ، والغريراء والقنفذ والخنزير البري في حراج هضبة القصير.وتكثر في المحافظة الطيور المستوطنة كالعصافير والحجل، والطيور المهاجرة كالقطا والترغلّة (الأطرغلة) والزرزور والبط ولا سيما عند أطراف المستنقعات، ويضاف إليها أبو الحن والبليقي والدرّج والسنونو والخطاف واللقلق، وكذلك الجوارح كالحدأة والصقر والنسر والبوم، وكلها تتعرض للصيد الجائر فتتناقص يوماً بعد يوم.ئئ

## المحافظون
- نواف عبود الفارس (5 تشرين الأول 2000[6] - 30 آذار 2002[7])
- حسين علي الهدار (من 30 آذار 2002[8])
- عاطف نداف (من 2005)
- خالد الأحمد (11 شباط 2009[9] - 23 تشرين الأول 2011[9])
- ياسر سلمان الشوفي (من 23 تشرين الأول 2011[10])
- صفوان سليم أو سعدة (كانون الثاني 2013[11] - 22 أكتوبر 2014[11])
- خير الدين السيد (من 22 أكتوبر 2014[11])
- محمد نتوف (26 تشرين الأول 2020[12] - 17 من تشرين الثاني 2021[13])
- ثائر ناصح سلهب (17 من تشرين الثاني 2021[13] - 8 كانون الأول 2024[14])
- محمد عبد الرحمن (منذ 19 كانون الثاني 2025[15])

## وصلات خارجية
- موقع محافظة إدلب الخضراء
- موقع الاستعلام الإلكتروني للخدمات الحكومية